# Кастел Сан Николо
Кастел Сан Николо (итал. Castel San Niccolò) је насеље у Италији у округу Арецо, региону Тоскана.
Према процени из 2011. у насељу је живело 2855 становника. Насеље се налази на надморској висини од 377 м.

## Становништво
| 1936. | 1951. | 1961. | 1971. | 1981. | 1991. | 2001. | 2011. |
| ----- | ----- | ----- | ----- | ----- | ----- | ----- | ----- |
| 7.125 | 6.477 | 4.494 | 3.344 | 3.043 | 2.859 | 2.855 | 2.763 |